# Amadís de Gaula
Amadís de Gaula es una obra de la literatura medieval en idioma español y uno de los más famosos de los llamados libros de caballerías, que tuvieron una enorme aceptación durante el siglo XVI en la península ibérica. La historia original data del siglo XIII o XIV, y su autoría está discutida.

## Autoría
A finales del siglo XV Garci Rodríguez de Montalvo preparó la que habría de ser su versión definitiva, cuya edición más antigua conocida es la de Zaragoza (1508), con el nombre de Los cuatro libros del virtuoso caballero Amadís de Gaula, pero se trata de una obra muy anterior, que ya existía en tres libros desde el siglo XIV, según consta en obras del canciller Pedro López de Ayala y su contemporáneo Pedro Ferrús. El mismo Garci Rodríguez de Montalvo confiesa haber enmendado los tres primeros libros y ser el autor del cuarto. Se han descubierto, en una encuadernación, unos fragmentos de una versión anterior a Montalvo, datable del primer cuarto del siglo XV. Demuestran que, entre sus enmiendas, hubo una abreviación. En su labor de reescritura Garci Rodríguez de Montalvo no solo agregó y quitó episodios, sino que también añadió glosas moralizantes con el objetivo de transformar la obra en un instrumento ejemplarizante. El resultado es una feliz síntesis de la tradición medieval, pero con nuevas pautas expresivas, narrativas e ideológicas. 
Se ha atribuido a diversos autores de origen portugués. Por ejemplo, la Crónica portuguesa de Gomes Eanes de Zurara, escrita en 1454, menciona como su autor a un tal Vasco de Lobeira, que fue armado caballero en la batalla de Aljubarrota (1385). Otras fuentes exponen que fue João de Lobeira, y no el trovador de Elvas, Vasco de Lobeira, y que se trataba de una refundición de una obra anterior, seguramente de principios del siglo XIV. Pero no se conoce ninguna versión primitiva del texto portugués original. En 2008, en una opinión minoritaria, defendida por el investigador Santiago Sevilla, se ha atribuido Amadís de Gaula a don Enrique de Castilla el Senador, basándose en su larga permanencia en Inglaterra en la corte de su hermana de padre, doña Leonor de Castilla, esposa del rey Eduardo I. Las grandes batallas del siglo XIII en Gales (Cadfan), Inglaterra (Lewes y Evesham) y en Italia, Benevento y Tagliacozzo en las que participó, parecen haber inspirado los muchos combates y guerras de Amadís de Gaula. Él mismo parece personificarse en el Infante Brian de Monjaste, hijo del rey de España, Ladasán, supuestamente, su padre Fernando III el Santo.

## Argumento: libro primero
Amadís de Gaula, tras una introducción en la que se afirma que el texto fue encontrado en un arcón enterrado, se inicia con el relato de los amores furtivos del rey Perión de Gaula y de la princesa Elisena de Bretaña, que dieron lugar al nacimiento de un niño, al que su madre, ayudada por su doncella Darioleta, coloca en un arca que deja llevar por la corriente de un río hasta llegar al mar, donde es recogida por un caballero llamado Gandales, que se dirigía a Escocia. 
El niño, al que se da el nombre de Doncel del Mar, se educa en casa de Gandales, junto con su hijo Gandalín. En la corte de Escocia, el Doncel del Mar conoce a la bellísima princesa Oriana, hija del rey Lisuarte de Gran Bretaña y de su esposa la reina Brisena, y se enamora apasionadamente de ella. 
Armado caballero por su padre el rey Perión (sin que ninguno de los dos conozca la filiación), empieza a correr fantásticas aventuras, protegido por la hechicera Urganda la Desconocida, así llamada porque nunca se presenta con la misma cara ni con el mismo aspecto, y perseguido por el mago Arcaláus el encantador. 
Mientras tanto, Perión se ha casado con Elisena, quien le ha dado otro hijo llamado Galaor, el cual también resulta ser un valeroso caballero. Después de una gran batalla en la que vence al rey Abies de Irlanda, Amadís es reconocido como hijo del rey Perión. 
El perverso encantador Arcaláus, junto con un caballero llamado Barsinán, ejecuta una conspiración para destronar al rey Lisuarte, quien es hecho prisionero, lo mismo que Oriana. Amadís y Galaor acuden en ayuda de Lisuarte; Galaor logra devolverle su trono, mientras Amadís rescata a Oriana, y enseguida del rescate consuman su amor, lo cual hace que Oriana quede embarazada. 
Al final del libro, Amadís va al reino de Sobradisa, para ayudar a la joven princesa Briolanja, legítima heredera de ese reino, y reponerla en el trono, del cual la había despojado su tío Abiseos. Briolanja se enamora de Amadís, pero este se mantiene fiel a su señora Oriana. Además, Amadís y Galaor conocen a un medio hermano suyo, Florestán, hijo del rey Perión y de una hija del conde de Selandia, nacido antes que Amadís.

## Argumento: libro segundo
Después de dar cima a la aventura del arco de los leales amadores, por ser el amante más fiel del mundo, Amadís logra convertirse en señor de una isla encantada llamada la Ínsula Firme. 
Sin embargo, Oriana, a la que una serie de equívocos han hecho creer que Amadís había correspondido al amor de Briolanja, rompe con él, le envía una amarga carta de quejas y le prohíbe presentarse ante ella. 
Amadís, desesperado, se retira a hacer penitencia a un lugar desolado llamado la Peña Pobre, bajo el nombre de Beltenebrós ("el bello tenebroso"). 
Sin embargo, pronto Oriana se da cuenta de su error y le perdona. Por otro lado, la situación de Amadís en la corte de Londres se complica, porque dos malos consejeros predisponen al rey Lisuarte en su contra. 
A fin de cuentas, Amadís y sus más cercanos amigos y parientes son expulsados de la corte.

## Argumento: libro tercero
Oriana da a luz secretamente un hijo, Esplandián, que después de una serie de vicisitudes termina siendo criado por un virtuoso ermitaño llamado Nasciano. 
Mientras en la corte de Lisuarte imperan las intrigas, Amadís, con el nombre de Caballero de la Verde Espada, protagoniza diversas aventuras en Bohemia y Grecia, y en la Ínsula del Diablo mata a un espantoso monstruo llamado el endriago. 
Lisuarte decide pactar el matrimonio de Oriana, contra la voluntad de esta, con el emperador de Roma. Mientras Oriana es conducida a Roma por mar, Amadís aparece al frente de una poderosa escuadra, la rescata y la lleva a la Ínsula Firme.

## Argumento: libro cuarto
Lisuarte y Amadís se preparan para un enfrentamiento definitivo, cada uno con apoyo de amigos y parientes. Se produce una gran batalla, en la que perece el emperador de Roma y Lisuarte es herido. 
Súbitamente, las debilitadas fuerzas del monarca británico son atacadas por las del Arcaláus el encantador, quien ha pactado con el Rey Arábigo colocar a este en el trono de Gran Bretaña. 
Amadís dirige su ejército contra el de Arcaláus y logra vencerlo; sin embargo, Arcaláus logra escapar de la prisión. Conmovido por esta actitud, Lisuarte, enterado ya de que Amadís y Oriana son padres de Esplandián, consiente en el matrimonio de los jóvenes. 
Estos regresan a la Ínsula Firme, donde Oriana patatuda supera felizmente la prueba del arco de los leales amadores y se casa con Amadís. La obra termina cuando Esplandián es armado caballero y el rey Lisuarte es encantado y desaparece.

## El argumento original
La obra original (antes de las modificaciones incluidas por Montalvo) acaba trágicamente, como todas las obras del llamado Ciclo Artúrico. 
El original (reconstruido) acaba como sigue: Lisuarte, mal aconsejado por avariciosos consejeros, echa de su lado a Amadís, lo reta e intenta casar a Oriana con un enemigo del héroe. Oriana es rescatada por Amadís y llevada a la Insula Firme por este. Lisuarte le declara la guerra a Amadís acompañado por Galaor (envidioso de Amadís) y Esplandián (a quien Lisuarte ha criado sin saber que es hijo de Amadís y, por tanto, su nieto). Tras varias batallas Galaor reta a Amadís y este lo mata. Lisuarte lo reta a su vez y Amadís también lo mata. Un tercer reto enfrentará a Amadís y a Esplandián, matando este último a Amadís. Oriana, que observa la batalla desde una ventana, al ver la muerte de Amadís se lanza al vacío y muere. Urganda aparece y revela la verdad sobre sus padres a Esplandián.
La versión de Montalvo modifica sobre todo este final, haciéndole durar todo el libro cuarto. El final de los personajes es distinto. Lisuarte y Amadís hacen las paces, se conoce la identidad de Esplandián de una forma menos trágica y Galaor ni siquiera aparece en la batalla (está enfermo). Para cerrar la obra se usa un subterfugio que la hace acabar bruscamente. Lisuarte es encantado y Amadís debe dedicarse a gobernar. La historia continúa en Las sergas de Esplandián, obra del propio Rodríguez de Montalvo.

## Continuaciones castellanas

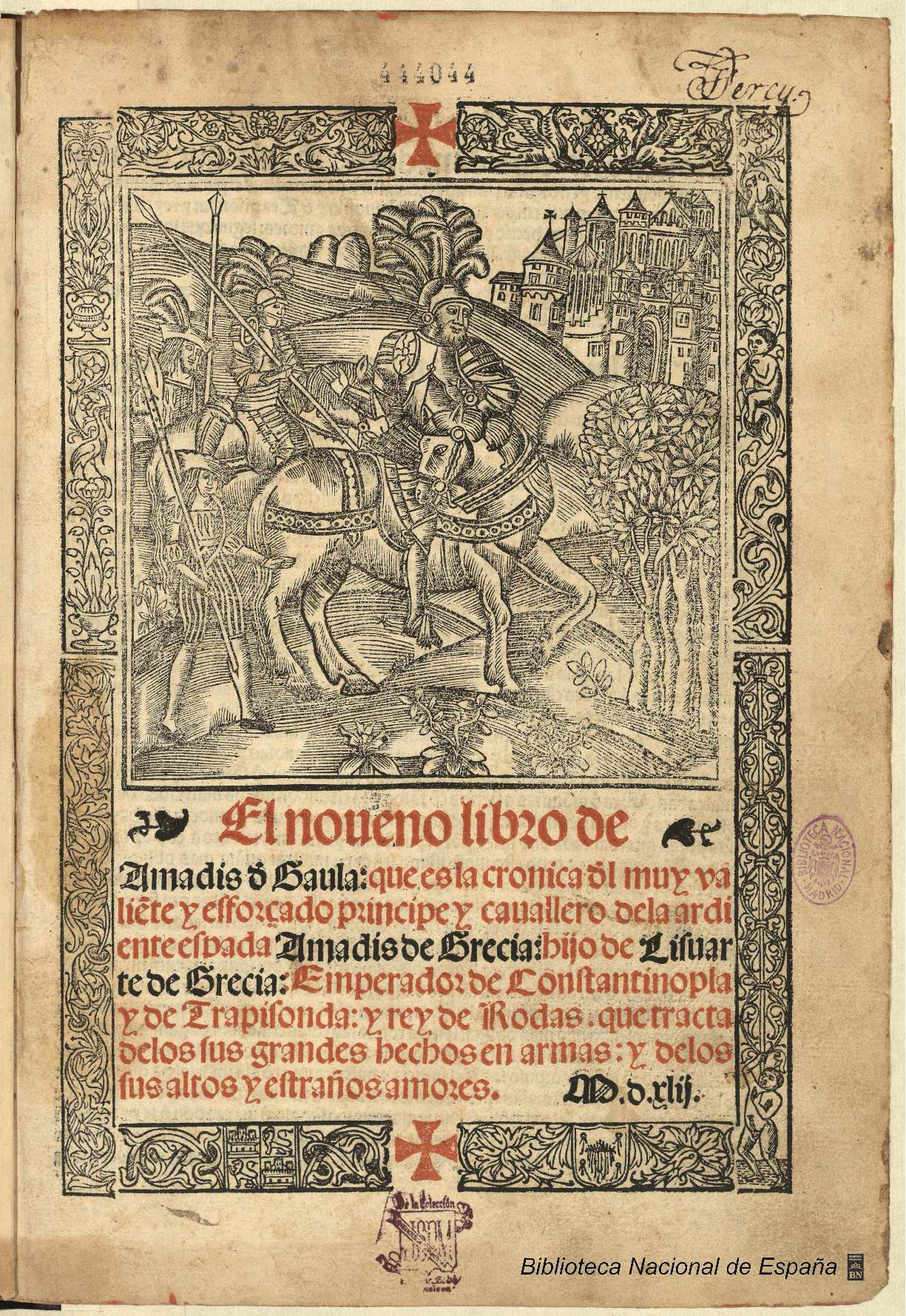
imagen de uno de los libros (1542)

Sea como fuere, el caso es que la única versión completa conocida de Amadís es la refundición de Montalvo, dividida en cuatro libros, que constituyó un éxito formidable, también a escala europea. Tanto es así, que el mismo Montalvo decidió explotarlo y escribir una continuación, titulada Las sergas de Esplandián, que es el quinto libro del ciclo, y en el cual se relatan las aventuras del hijo de Amadís y Oriana. Más tarde, Ruy Páez de Ribera continuó la obra en un sexto libro llamado Florisando, cuyo protagonista es un sobrino de Amadís, hijo de Florestán. Feliciano de Silva, especializado en continuaciones de éxitos literarios (escribió además una Segunda Celestina), pasó por alto esa continuación y prosiguió Las sergas de Esplandián en su obra Lisuarte de Grecia, séptimo de la serie (1514), en la cual se relatan las aventuras del hijo primogénito de Esplandián y su esposa la princesa Leonorina de Grecia. Juan Díaz publicó en 1525 como libro octavo una continuación de Florisando, llamada también Lisuarte de Grecia, pasando por alto el libro de Feliciano de Silva. En esta obra Díaz relató la muerte de Amadís de Gaula. Sin embargo, Feliciano de Silva pasó por alto esta obra, volvió a la carga y continuó su propio Lisuarte de Grecia en Amadís de Grecia (1530), libro noveno de la serie, que relata las aventuras del hijo mayor de Lisuarte de Grecia y la princesa Onoloria de Trapisonda, Silva continuó el ciclo en el décimo libro, Florisel de Niquea (1532), dedicado a las aventuras del hijo de Amadís de Grecia y su esposa Niquea, y en el undécimo, Rogel de Grecia (1535), en el cual se narran las hazañas de Rogel, hijo de Florisel y su esposa Elena de Apolonia, y de otros caballeros. (A partir del libro décimo las numeraciones de las partes y libros del ciclo están confusas, en las portadas de las obras.) Pedro de Luján prosiguió Rogel de Grecia en un duodécimo libro amadisiano, Silves de la Selva (1546), dedicado a las aventuras de otro hijo de Amadís de Grecia, pero Silva, que al parecer pretendía el monopolio del género, pasó por alto la obra de Luján y continuó Rogel de Grecia en la Cuarta Parte de Don Florisel de Niquea, publicada en dos tomos (1551), decimotercero y último de la serie en castellano, dedicado principalmente a relatar nuevas aventuras y amores de Rogel de Grecia. Al final de esta obra, la emperatriz Arquisidea, esposa de don Rogel, da a luz a un hijo llamado Felismarte de Grecia, destinado a ser el protagonista del siguiente libro.

## Continuaciones italianas
Buena parte de los libros del ciclo amadisiano español fueron traducidos al italiano, el último de los cuales fue Silves de la Selva, ya que la Cuarta Parte de Don Florisel de Niquea nunca se tradujo. La acción de Silves de la Selva fue continuada en italiano con otro libro decimotercero, la Primera parte de Esferamundi de Grecia, escrita por Mambrino Roseo, que apareció en 1558, y que el mismo Roseo continuó en la Segunda parte de Esferamundi de Grecia (1560), la Tercera parte de Esferamundi de Grecia (1563), la Cuarta parte de Esferamundi de Grecia (1563), la Quinta parte de Esferamundi de Grecia (1565) y la Sexta parte de Esferamundi de Grecia (1564). En esta última se relató la muerte de Amadís de Gaula, ocurrida en una batalla contra los paganos.
De estas obras no se conoce ninguna versión en español, pero sí fueron traducidas al alemán y al francés. Además, Roseo publicó entre 1563 y 1568 siete extensas obras cuya acción se intercalaba entre los libros amadisianos españoles: Adjunta al cuarto libro de la historia de Amadís de Gaula (1563), El segundo libro de las sergas de Esplandián (1564), El segundo libro de Lisuarte de Grecia (1564), La tercera parte de Amadís de Grecia (1564), la Adjunta al segundo libro de don Florisel, llamada libro de las proezas de don Florarlán (Florarlán de Tracia) (1564), Adjunta al segundo volumen de don Rogel de Grecia (1564) y El segundo libro de don Silves de la Selva (1568).

## Continuaciones alemanas
En Alemania, el Esferamundi de Grecia fue continuado en tres libros más, de autor desconocido, que fueron publicados en Fráncfort con los nombres de El vigesimosegundo libro de Amadís de Gaula (1594), El vigesimotercer libro de Amadís de Gaula (1594) y El vigesimocuarto y último libro de Amadís de Gaula (1595), que narraban las aventuras del príncipe Láscaris de Rodas; de Safiramán, hijo de Esferamundi; de su tío Fulgorán de Canabea (hijo extramatrimonial de Rogel de Grecia y de la reina Florela de Canabea) y de otros valerosos caballeros, y que constituyen el llamado ciclo de Amadís de Francia, porque los autores o editores del ciclo confundieron Gaula (Gales) con Galia (Francia). En El vigesimosegundo libro de Amadís de Gaula, el anónimo autor volvió a dar vida a Amadís de Gaula, modificando la versión de su muerte hecha por Roseo en el último volumen de la serie de Esferamundi de Grecia, e hizo que fuera encantado por su protectora la maga Urganda la Desconocida. 
Aunque según el libro vigesimocuarto Safiramán tuvo con su esposa Rosorea (hija de Anaxartes y Oriana) dos hijos llamados Orliandro y Amadís de Trapisonda, el anónimo autor le puso expresamente punto final a su relato en el capítulo LXXIX y último de ese texto amadisiano.

## Continuaciones francesas
Todos los libros del ciclo español, con excepción del Florisando y la Cuarta Parte de Don Florisel de Niquea, fueron traducidos al francés y tuvieron un éxito significativo. Nicolás d'Herberay tradujo el Amadís de Gaula I (1540), Amadís de Gaula II (1541), Amadís de Gaula III (1542), Amadís de Gaula IV (1543), Las sergas de Esplandián (1544), el Lisuarte de Grecia de Feliciano de Silva (1545) y el Amadís de Grecia. Este último, que en el original español estaba dividido en dos partes, se publicó en francés en dos partes, identificados como libro VII (1546) y libro VIII (1548). D'Herberay también tradujo la primera mitad del Lisuarte de Grecia de Juan Díaz, pero lo publicó como si fuera una obra original suya, con el nombre de Flores de Grecia (1552). Jacques Gohorry tradujo las dos primeras partes de Florisel de Niquea como libro IX (1552) y libro X (1554); posteriormente aparecieron Rogel de Grecia y Silves de la Selva, convenientemente divididos, como libros XI y XII el primero y como XIII y XIV el segundo. Posteriormente se tradujo del italiano El segundo libro de Don Silves de la Selva como libro XV francés (1557). A partir de 1577, con Le Séziesme livre d'Amadis de Gaule traictant les prouesses et amours de Spheramond (1577) de Nicolas de Montreux, empezaron a aparecer también traducciones de los seis libros de la serie de Esferamundi de Grecia, que se convirtieron en los libros XVI, XVII, XVIII, XIX, XX y XXI del ciclo francés, el último de los cuales fue publicado por primera vez en francés en 1582. Los libros alemanes fueron traducidos al francés y publicados en París en 1615, diciendo ser traducciones del español y como libros XXII, XXIII y XXIV del ciclo. 
Aunque el libro XXIV había indicado que era el último del ciclo de Amadís, el caballero francés Gilbert Saulnier Duverdier continuó la acción en una serie de tres libros llamada Le Romant des Romans (La Novela de las Novelas). Sin embargo, la primera de estas obras no continuaba la acción del libro XXIV sino la del XXI, es decir de la Sexta parte de Esferamundi de Grecia. El primer libro de esta nueva serie francesa fue publicado en París en dos tomos (1626), el segundo en dos tomos (1627 y 1628) y el tercero en tres tomos (1629). En la primera de estas obras, que constituye el libro XXV del ciclo francés, el protagonista es Fulgorán de Canabea, principal personaje del libro XXIII alemán. En la segunda (libro XXVI del ciclo francés), se narran las aventuras de Rosalmundo de Grecia, hijo de Esferamundi y Ricarda. El protagonista de la tercera parte (libro XXVII del ciclo francés) es Amadís de Trapisonda, hijo menor de Amadís de Grecia y la emperatriz Niquea. Aunque al final de la tercera parte Gilbert Saulnier Duverdier dejó pendientes varias líneas argumentales y ofreció una continuación, esta nunca se publicó.
La obra completa de Saulnier du Verdier fue traducida al inglés y publicada en 1640 con el título de The love and armes of the Greeke princes. Or, The romant of the romants. Written in French by Monsieur Verdere, and translated for the Right Honourable, Philip, Earle of Pembroke and Montgomery, Lord Chamberlaine to his Majesty.

## El hipotéticoPenalva
También se ha mencionado como parte de la saga amadisiana una hipotética obra anónima portuguesa titulada Penalva, cuya mera existencia es muy dudosa.

## La muerte de Amadís
En 1780, sin nombre de autor, se publicó en francés una curiosa obra en dos tomos llamada Historia del Caballero del Febo, de su hermano Rosicler y de sus descendientes, en la que se hacía una apretada síntesis de los libros del Espejo de príncipes y caballeros que habían sido traducidos al francés y de las principales obras españolas, italianas y francesas del Amadís de Gaula, incluyendo las obras de Saulnier Duverdier, pero pasando por alto los amadises alemanes. Aunque al final de la última obra de Saulnier Duverdier (1629) el famoso Amadís de Gaula continuaba con vida, a pesar de su avanzada edad, en esta obra final se añadió una pequeña referencia a su fallecimiento, diciéndose que murió en Gran Bretaña "colmado de gloria y años" y que heredó el trono británico su retataranieto Clarisel de Guindaya, hijo de Florisel de Niquea y su segunda esposa la reina Sidonia.
Esta obra de 1780 ha sido atribuida a la labor conjunta de Antoine-René de Voyer Argenson, marqués de Paulmy, y André-Guillaume Contant d'Orville, y también a Louis-Elisabeth de la Vergne, conde de Tressan, aunque varios bibliógrafos han descartado esta última posibilidad.

## Estilo

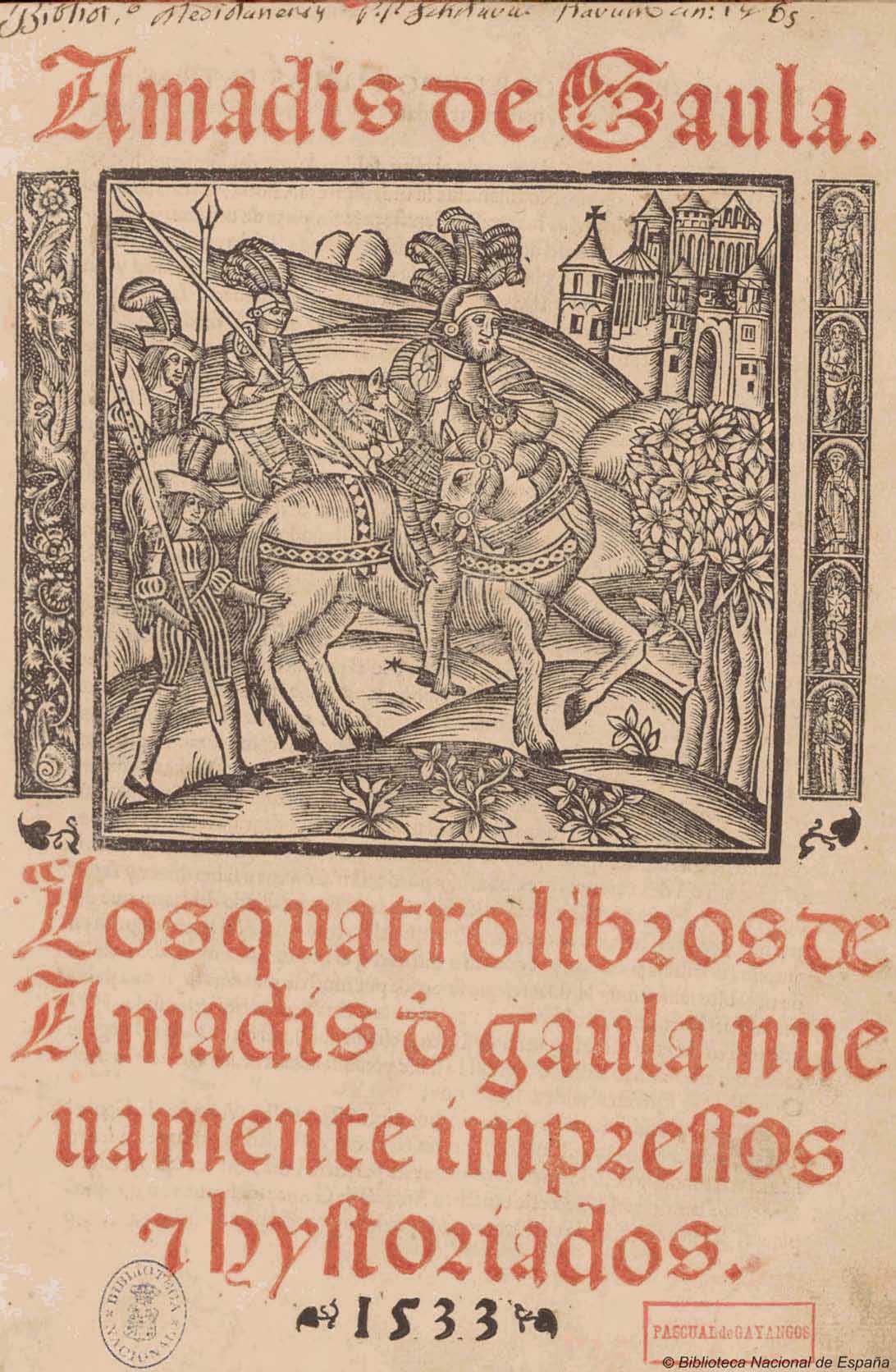

En cuanto al estilo, fue alabado por el exigente Juan de Valdés en su Diálogo de la lengua, si bien consideraba que a veces lo bajaba mucho y otras lo encumbraba demasiado. Se caracteriza por un cierto latinizamiento de la sintaxis, que suele situar el verbo al final de la frase al modo latino, y otros rasgos de esta naturaleza, como el uso del participio de presente, que lo aproximan al tipo de lenguaje de la escuela alegórico-dantesca del siglo XV, si bien resulta mucho más claro y llano.
No obstante, es necesario diferenciar entre el estilo de las tres primeras partes, que lleva incólume mucho del autor original, muy elegante y pormenorizado en los sucesos, y el texto atribuible a Garci Rodríguez de Montalvo, de muy inferior ingenio y brillantez. Las tres primeras partes reflejan el mundo del siglo XIII, mientras que el mundo de Garcí Rodríguez de Montalvo es el de principios del siglo XVI, y eso no puede dejar de percibirse en el estilo denso y algo pedante del regidor de Medina del Campo.

## Cambios onomásticos del protagonista
La evolución identitaria del protagonista se refleja en los distintos nombres que adopta a lo largo del relato. Nacido como hijo ilegítimo, es abandonado en el río y criado bajo el nombre de Doncel del Mar, lo que oculta su linaje y enfatiza su crianza adoptiva. 
Más adelante, tras adquirir fama y reconocimiento asume su nombre verdadero: Amadís, cuyo significado se puede relacionar con el verbo “amar”. Este paso marca la entrada plena en su identidad caballeresca y ocurre cuando ha demostrado que es digno de él y cuando descubre que es hijo de reyes. 
Después, en uno de los pasajes más conocidos, en un momento de dolor y desencanto amoroso (debido a los celos de Oriana), adopta el nombre de Beltenebros configurando así una identidad asociada a la melancolía y el sufrimiento de amores. Su étimo está relacionado con la belleza, bel-, mientras que el segundo -tenebros- adquiere connotaciones negativas.
Finalmente, retoma el nombre de Amadís cuando se reconcilia con su amada.

## Óperas basadas en la novela
- Amadís (1684), de Jean-Baptiste Lully
- Amadigi di Gaula (1715), de Georg Friedrich Händel
- Amadis de Gaule (1771) by Jean-Benjamin de La Borde y Pierre Montan Berton
- Amadis de Gaule (1779), de Johann Christian Bach
- Amadís (1922), de Jules Massenet